# Селсин
Селсин по същество е трансформатор работещ с променлив ток - основен елемент на индукционна система за синхронно предаване на ъгловото положение на въртящ се вал. Използва широко в различни електромеханични устройства.
Думата селсин в българския език е дошла предимно от руски: сельси́н, термин на английски selsyn (от англ. self-synchronizing) също съществува, но се ползва по-рядко в сравнение със synchro.
Селсинът е микромашина за променлив ток приличаща на електромотор с еднофазна възбудителна намотка на статора и трифазна синхронизираща намотка на ротора. Такава е конструкцията на контактния селсин.
При безконтактния селсин и трифазната намотка се намира на статора като ротора има особена форма и променя пътя на магнитния поток
В зависимост от вида на изпълняваните функции в системата селсините могат да бъдат датчици, приемници и диференциални селсини.
Селсините-датчици преобразуват ъгловото преместване на водещия вал в електрическа величина